# Saje distribution
Saje distribution est une société française de distribution de films fondée en 2012. Elle est spécialisée dans la diffusion de films d'inspiration chrétienne, produits en France et à l'international.
Les films sont distribués au cinéma, en DVD et en VOD.

## Histoire
SAJE Distribution est fondé en 2012 en France par Hubert de Torcy.
Depuis 2014, ce distributeur est le seul en France à être spécialisé dans la diffusion de films d'inspiration chrétienne, les « faith-based movies ». En plus de la distribution de films et téléfilms d'inspiration chrétienne, cette société produit des clips vidéo, des documentaires, une mini-série.
En 2021, Saje fait ses débuts dans la production.
La société est présidée par Hubert de Torcy,. Ses administrateurs comprennent entre autres Chantal Barry,.
En 2025, elle se lance dans la production de films, avec De mauvaise foi.

## Plateforme SAJE+
En 2020, SAJE lance sa plateforme VOD SAJE+, qui propose plus de 350 films d’inspiration chrétienne avec des films familiaux, des fictions, des comédies, des séries, des documentaires…

## Films distribués
Sources : sajedistribution.com et Allociné
- 2012 : Le bon pape Jean XXIII de Giorgio Capitani
- 2014 : Don Bosco, une vie pour les jeunes de Lodovico Gasparini
- 2014 : Cristeros de Dean Wright
- 2015 : Christina Noble de Stephen Bradley
- 2015 : Padre Pio de Carlo Carlei
- 2015 : Bakhita de Giacomo Campiotti
- 2016 : Le 13e jour de Ian et Dominic Higgins
- 2016 : Lettres au Père Jacob de Klaus Härö
- 2016 : La Résurrection du Christ de Kevin Reynolds
- 2016 : Et si le ciel existait ? de Randall Wallace
- 2016 : Saint Philippe Néri de Giacomo Campiotti
- 2016 : Mère Teresa de Calcutta de Fabrizio Costa
- 2016 : Les Lettres de Mère Teresa de William Riead
- 2016 : Le Pape François (en) de Beda Docampo Feijoo
- 2017 : Saint Pierre de Giulio Base
- 2017 : Au prix du sang de Roland Joffé
- 2017 : Joseph, le fils Bien-Aimé de Robert Fernandez
- 2017 : Le Grand Miracle (El Gran Milagro) de Bruce Morrison
- 2017 : Little Boy d'Alejandro Gómez Monteverde (en)
- 2017 : God's Not Dead de Harold Cronk
- 2017 : Miracles du Ciel de Patricia Riggen
- 2017 : Woodlawn des frères Erwin
- 2018 : Jésus, l'enquête  de Jon Gunn
- 2020 : Unplanned de Cary Solomon et Chuck Konzelman
- 2020 : J'y crois encore des frères Erwin
- 2021 : Brother : Un frère au cœur du ghetto d'Arnaud Fournier Montgieux
- 2023 : Vaincre ou mourir de Paul Mignot et Vincent Mottez
- 2023 : Sound of Freedom de Alejandro Gómez Monteverde (en)
- 2025 : Nefarious de Cary Solomon et Chuck Konzelman
- 2023 : Sacerdoce de Damien Boyer
- 2024 : Cabrini de Alejandro Monteverde (en)
- 2024 : Le Club des miracles de Thaddeus O'Sullivan
- 2025 : Bonhoeffer de Todd Komarnicki

## Film produit
- 2025 : De mauvaise foi d'Albéric Saint-Martin